# Taygeta
Taygeta (auch Tayeta, eine der sieben Töchter von Atlas und Pleione, den Plejaden) ist der Eigenname des in den Plejaden gelegenen Sterns 19 Tauri.
Taygeta kann, wie alle Sterne der Plejaden, gelegentlich vom Mond bedeckt werden.
Taygeta hat eine scheinbare Helligkeit von +4,30 mag und gehört der Spektralklasse B6IV an. Taygeta ist etwas über 360 Lichtjahre von der Erde entfernt, wobei die Entfernung wie bei allen Plejaden noch mit einem relativ großen Fehler behaftet ist. Der Stern ist veränderlich und gehört zur Sternklasse der langsam pulsierenden B-Sterne.